# یوبی‌کی
یوبی‌کی (انگلیسی: YubiKey) شرکت الکترونیک آمریکایی است، که در سال ۲۰۰۷ تأسیس شده است.